# کلدفوت (آلاسکا)
کلدفوت (به انگلیسی: Coldfoot) شهرکی در ناحیه سرشماری یوکان-کویوکوک، آلاسکا ایالت آلاسکا است که جمعیت آن در سرشماری سال ۲۰۰۰ میلادی ۱۳ نفر بوده‌است.